# Билгорайски окръг
Билгорайски окръг (на полски: Powiat biłgorajski) е окръг в Източна Полша, Люблинско войводство. Заема площ от 1681,10 km2. Административен център е град Билгорай.

## География
Окръгът обхваща земи от историческите области Малополша и Червена Рус. Разположен е в южната част на войводството.

## Население
Населението на окръга възлиза на 103 727 души (2012 г.). Гъстотата е 62 души/km2.

## Административно деление
Административно окръгът е разделен на 14 общини.
Градска община:
- Билгорай

Градско-селски общини:
- Община Тарногрод
- Община Фрампол
- Община Юзефов

Селски общини:
- Община Александров
- Община Билгорай
- Община Бишча
- Община Горай
- Община Горни Поток
- Община Кшенжпол
- Община Лукова
- Община Обша
- Община Терешпол
- Община Туробин

## Фотогалерия
- Билгорай
- Юзефов
- Тарногрод
- Фрампол